# Condado de Greene (Pensilvania)
El condado de Greene (en inglés, Greene County) es una subdivisión administrativa del estado de Pensilvania, Estados Unidos. Según el censo de 2020, tiene una población de 35,964 habitantes.
La sede del condado es Waynesburg.

## Geografía
Según la Oficina del Censo, el condado tiene un área total de 1497 km², de la cual 1492 km² es tierra y 5 km² es agua.

### Condados adyacentes
- Condado de Washington (norte)
- Condado de Fayette (este)
- Condado de Monongalia, Virginia Occidental (sur)
- Condado de Wetzel, Virginia Occidental (suroeste)
- Condado de Marshall, Virginia Occidental (oeste)

## Demografía
Según el censo de 2020, hay 35,964 personas, 14,058 hogares y 7,585 familias en el condado. La densidad de población es de 24 hab./km². Existen 16,138 viviendas, con una densidad media de 11 viviendas/km². El 91.83% de los habitantes son blancos, el 3.01% son afroamericanos, el 0.21% son amerindios, el 0.33% son asiáticos, el 0.02% son isleños del Pacífico, el 0.70% son de otras razas y el 3.87% son de una mezcla de razas. El 1.42% de la población son hispanos o latinos de cualquier raza.

## Localidades

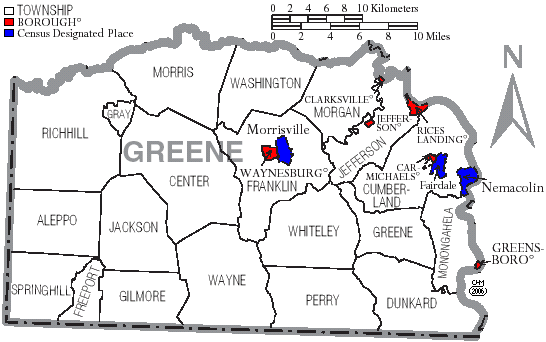
Subdivisión territorial del condado de Greene.

### Boroughs
Carmichaels |Clarksville |
Greensboro |
Jefferson |
Rices Landing |
Waynesburg

### Municipios
Aleppo |
Center |
Cumberland |
Dunkard |
Franklin |
Freeport |
Gilmore |
Gray |
Greene |
Jackson |
Jefferson |
Monongahela |
Morgan |
Morris |
Perry |
Richhill |
Springhill |
Washington |
Wayne |
Whiteley

### Lugares designados por el censo
Bobtown |
Brave |
Crucible |
Dry Tavern |
Fairdale |
McKnightstown |
McConnellstown |
Morrisville |
Nemacolin |
New Freeport |
West Waynesburg

### Áreas no incorporadas
Khedive |
Mount Morris